# Relógio atômico

Figura 1: Esquema do funcionamento de um relógio atômico:1-átomos; 2-sinal de correção; 3-oscilador local; 4-sinal de interrogação; 5-sinal estabilizado

Um relógio atômico (português brasileiro) ou relógio atómico (português europeu) é um tipo de relógio que usa uma transição atômica como forma de estabilizar um oscilador sempre em uma mesma frequência (figura 1). Como um relógio de pêndulo, o átomo pode ser estimulado externamente (neste caso, por ondas eletromagnéticas) para que sua energia oscile de forma regular.
A grande vantagem ao se utilizar as transições dos elétrons nos átomos, ao invés de osciladores macroscópicos, é que essas transições, em átomos não perturbados, são idênticas de átomos para átomos e não sofrem nenhum tipo de desgaste como o tempo.
O relógio atômico mais comum utiliza uma transição atômica do césio 133, o isótopo estável (não radioativo) deste elemento. O césio possui várias vantagens, como o fato de ser abundante na natureza, possuir uma grande pureza isotópica, a frequência da transição usada ser bastante elevada, o que favorece a estabilidade e a acurácia e possui pressão de vapor elevada a temperatura ambiente. Além disso, a frequência da transição atômica usada, está dentro da banda X de micro-ondas, uma região que já possui um grande desenvolvimento tecnológico.
Em função de sua alta precisão, esse tipo de relógio levou à redefinição do "segundo" no Sistema Internacional de Unidades (SI), na 13.a Conferência Geral de Pesos e Medidas em 1967: um segundo é igual à duração de 9 192 631 770 períodos da radiação correspondente à transição entre os dois níveis hiperfinos do estado fundamental não perturbado do átomo de césio 133.

## Funcionamento
Os relógios atômicos podem ser divididos em duas categorias: os que usam transições atômicas na frequência de micro-ondas e na frequência da região ótica.

### Padrão de frequência de micro-ondas
Os relógios atômicos mais utilizados são aqueles que usam a transição atômica hiperfina do estado fundamental do césio 133 (não radioativo). O césio possui 55 elétrons distribuídos nas camadas eletrônicas. Na sua última camada, P, encontra-se um único elétron no nível de energia 6s. Esse nível pode ser dividido na estrutura hiperfina em mais dois níveis de energia. A transição entre esses dois níveis (representada como 6S1/2, F=3, mF=0 → 6S1/2, F=4, mF=0), corresponde a uma energia de aproximadamente 3,79 x 10-5 eV, que, convertida em frequência pela relação de Bohr ({\displaystyle E=hf}) tem o valor de 9.192.631.770 Hz, na região das micro-ondas.
O princípio de funcionamento de um relógio atômico de césio está baseado na estabilização da frequência de um oscilador local nessa frequência, vide figura 1.
Os padrões atômicos de frequência de micro-ondas podem ser divididos em duas categorias: feixe térmico e átomos frios ou chafariz (fountain).

#### Feixe térmico

Figura 2: Diagrama de um relógio atômico por feixe térmico: 1-forno; 2-laser de bombeio; 3-laser de detecção; 4-detector de fluorescência; 5-cavidade de micro-ondas

Nesse tipo de relógio atômico, o césio é vaporizado em um forno à temperatura de aproximadamente 100 oC e é liberado por uma abertura formando um feixe (figura 2). Ao saírem do forno, os átomos de césio encontram-se nos níveis atômicos hiperfinos F=3 ou F=4. Em seguida atravessam um feixe de laser de "bombeio", que é responsável por colocar a maioria dos átomos no nível F=3. Seguem então para uma cavidade de micro-ondas em formato de "U" (figura 2), onde os átomos são excitados por micro-ondas na frequência aproximada de 9,192 GHz. Nessa cavidade, eles sofrem uma transição do nível F=3 para o F=4 (pelo método de ressonância magnética com dois campos oscilantes, proposto por Ramsey).
Ao saírem da cavidade, os átomos encontram um feixe de laser de detecção, que excitará os átomos que estiverem no nível F=4 e os fará fluorescerem. Um detector capta essa fluorescência e gera um sinal de saída, que é usada para realimentar e corrigir o oscilador local, de forma a travá-lo na frequência de 9.192.631.770 Hz. Note-se que todo esse sistema situa-se dentro de uma câmara de vácuo. Subsequentemente, essa oscilação pode ser enviada a um contador.
Os relógios atômicos baseados em feixe térmico possuem uma precisão da ordem de um segundo em um milhão de anos (uma parte em 1014).

#### Chafariz

Figura 3: Diagrama de um relógio atômico tipo chafariz: 1-lasers de resfriamento; 2-laser de detecção; 3-cavidade de preparação; 4-cavidade de interrogação; 5-detector de fluorescência.

Esse tipo de relógio atômico é semelhante ao de feixe térmico, porém, neste caso, os átomos de césio são resfriados, ou seja, tem sua velocidade reduzida. Enquanto no relógio por feixe térmico a velocidade dos átomos é da ordem de 200 m/s, no chafariz a velocidade é de 3 m/s. Isso é conseguido usando-se vários feixes de laser que interagem com os átomos de césio, reduzindo sua velocidade e dando-lhe um aspecto de uma nuvem esférica. Em seguida, um feixe de laser vertical empurra essa nuvem para cima (daí o nome chafariz), fazendo-a passar dentro de duas cavidades ressonantes (figura 3) alimentadas com micro-ondas na frequência aproximada de 9,192 GHz.
A primeira cavidade é a de preparação, responsável por colocar a maioria dos átomos no nível atômico hiperfino F=3. A segunda é a cavidade de interrogação. Os lasers são então desligados, assim a nuvem para de subir e começa a cair pelo efeito da gravidade e passa uma segunda vez pela cavidade de interrogação. Nessa cavidade, os átomos sofrem uma transição do nível F=3 para o F=4 (pelo mesmo método de dois campos oscilantes, proposto por Ramsey, usado no relógio de feixe térmico).
Ao sair da cavidade de interrogação, a nuvem é iluminada por um laser de detecção que fará fluorescer os átomos que estiverem no nível F=4. Um detector capta essa fluorescência e gera um sinal de saída, que é usado para realimentar e corrigir o oscilador local, de forma a travá-lo na frequência de 9 192 631 770 Hz.. Todo esse sistema situa-se dentro de uma câmara de vácuo. 
Os relógios atômicos tipo chafariz, são mais precisos que os de feixe térmico e possuem uma precisão da ordem de um segundo em 20 milhões de anos (uma parte em 1015).

### Padrão de frequência ótica
Para aumentar ainda mais a estabilidade e precisão dos relógios atômicos é necessário aumentar a frequência de operação dos mesmos. Isso foi conseguido usando-se padrões de frequência que funcionam no regime ótico (espectro visível), cujas frequências de ressonância situam-se entre 400 a 790 THz (aproximadamente 50 mil vezes maior que a de um relógio atômico de césio).
Pode-se citar como as frequências mais comuns a de 457 THz (657 nm) usando uma armadilha magneto-ótica de átomos de cálcio e de 1064 THz(382 nm) baseado em íons de mercúrio.
A grande dificuldade dos relógios atômicos óticos é que não existe um dispositivo eletrônico prático capaz de contar pulsos tão rápidos para gerar uma unidade de tempo. Porém, com o desenvolvimento dos pentes de frequência de femtossegundo e redes óticas isso pode ser contornado. Os pentes de frequência ótica atuam como engrenagens de redução, permitindo transladar as altas frequências óticas para frequências mais baixa na região das micro-ondas, onde podem ser contadas. As redes óticas são compostas por feixes de laser que se interceptam e interferem formando uma onda estacionária com picos e vales de intensidade de luz. Dependendo do número e do arranjo dos lasers, a onda estacionária pode se estender em várias direções, aprisionando os átomos nos picos e vales (como ovos em uma cartela). 
Os relógios atômicos óticos possuem precisões da ordem de uma parte em 1018, ou seja, da ordem de 1 segundo em 10 bilhões de anos.

#### Emaranhamento quântico
A estabilidade dos relógios atômicos óticos possui uma limitação inerente conhecida como Limite Quântico Padrão, que é um limite operacional devido às flutuações quânticas aleatórias.
Uma forma de superar essa limitação é o uso do chamado emaranhamento quântico, que descreve um estado físico não clássico, no qual os átomos em um grupo apresentam resultados de medições correlacionados, embora cada átomo individual se comporte como o lançamento aleatório de uma moeda. Se os átomos estiverem emaranhados, suas oscilações individuais se estreitam em torno de uma frequência comum, com menos desvio do que se não estivessem emaranhados.
Medidas recentes (2020), mostraram que, usando-se em torno de 350 átomos de itérbio emaranhados, foi possível superar essa limitação, possibilitando a construção futura de relógios atômicos óticos ainda mais precisos.

## História

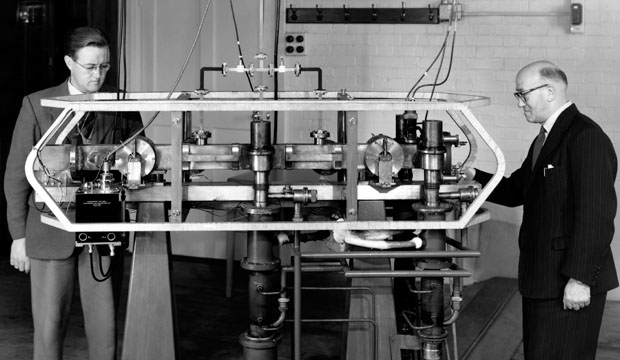
Primeiro relógio atômico de césio construído por de Louis Essen em 1955.

A primeira pessoa a reconhecer as vantagens e sugerir o uso de transições atômicas para medição do tempo foi William Thomson (Lord Kelvin) na segunda edição do seu livro Elements of Natural Philosophy publicado em 1879, onde sugeriu o uso das transições do hidrogênio ou sódio para essa finalidade
Já em 1939, Isidor Isaac Rabi discute, informalmente, a aplicação de sua técnica de ressonância magnética molecular como um padrão de tempo com cientistas do National Bureau of Standards (NBS) nos Estados Unidos. Esse trabalho lhe rendeu o prêmio nobel de física 1944, mas em função da segunda guerra, esse trabalho foi paralisado.
Em 1949, Harold Lyons do NBS nos Estados Unidos, construiu o primeiro relógio atômico, baseado na transição invertida de moléculas de amônia, que ocorrem na frequência 23,8 GHz.
Uma versão aprimorada desse relógio, baseada na transição do átomo de césio 133 foi construído por Louis Essen e John Parry do National Physical Laboratory (NPL) em 1955 no Reino Unido e possuía uma precisão de  uma parte em 109 (aproximadamente 1 s a cada 27 anos).
Os primeiros relógios atômicos de césio comerciais foram introduzidos já em 1956, apenas um ano após o relógio do NPL. Era chamado de Atomichron e foi construído por uma equipe liderada por Jerrold Zacharias. Foram vendidos cerca de 50 peças entre 1956 e 1960
A medida que outros laboratórios foram desenvolvendo outros relógios de césio e sua precisão foi melhorando, houve um aumento da pressão para a redefinição do segundo baseado nas transições atômicas. Dessa forma, durante a 13.a Conferência Geral de Pesos e Medidas em 1967 o segundo foi redefinido para ser igual à duração de 9 192 631 770 períodos da radiação correspondente à transição entre os dois níveis da estrutura hiperfina do estado fundamental não perturbado do átomo de césio 133.
Em agosto de 2004, os cientistas do National Institute of Standards and Technology (NIST) apresentaram um relógio atômico do tamanho de um chip, que segundo eles, teria um milésimo do tamanho de qualquer outro modelo e consumindo apenas 75 mW, tornando possível sua utilização em aparelhos movidos a pilhas ou baterias.
O Brasil possui, no Observatório Nacional, em sua Divisão Serviço da Hora (DSHO), sete relógios de átomos de césio 133 e dois padrões atômicos de MASER de hidrogênio. As agências nacionais responsáveis pelos horários oficiais zelam pela manutenção de uma precisão de um segundo a cada 10 milhôes de anos.
Em junho de 2019, a NASA ativou um relógio atômico que pode abrir o caminho para viagens espaciais autônomas.